# Liga de Estrellas de Irak 2023-24
La Liga de Estrellas de Irak 2023-24 fue la 49.ª edición del torneo más importante de fútbol en Irak, desde su establecimiento, y la 1.ª temporada de la nueva etapa profesional conocida como Liga de Estrellas de Irak. El torneo comenzó el 26 de octubre de 2023 y finalizó el 14 de julio de 2024.

## Equipos
Al-Hedood

Al-Kahraba

Al-Karkh

Al-Naft

Al-Quwa Al-Jawiya

Al-Shorta

Al-Talaba

Al-Zawraa

Amanat
Participaron 20 equipos, 18 participantes de la temporada anterior y dos ascendidos de Segunda División. Amanat Baghdad y Al-Minaa remplazaron a los descendidos Al-Sinaa y Al-Diwaniya.

### Datos generales
Equipos ordenados alfabéticamente.
| Club              | Ciudad    | Estadio                          | Aforo  |
| ----------------- | --------- | -------------------------------- | ------ |
| Al-Hedood         | Bagdad    | Estadio Al-Shaab                 | 34 200 |
| Al-Kahraba        | Bagdad    | Estadio Al-Zawraa                | 15 443 |
| Al-Karkh          | Bagdad    | Estadio Al Karkh                 | 5000   |
| Al-Minaa          | Basora    | Estadio Olímpico Al-Minaa        | 32 000 |
| Al-Naft           | Bagdad    | Estadio Al-Madina                | 32 000 |
| Al-Najaf          | Náyaf     | Estadio Internacional Al-Najaf   | 30 000 |
| Al-Qasim          | Kerbala   | Estadio Internacional de Karbala | 30 000 |
| Al-Quwa Al-Jawiya | Bagdad    | Estadio Al-Shaab                 | 34 200 |
| Al-Shorta         | Bagdad    | Estadio Al-Shaab                 | 34 200 |
| Al-Talaba         | Bagdad    | Estadio Al-Madina                | 32 000 |
| Al-Zawraa         | Bagdad    | Estadio Al-Zawraa                | 15 443 |
| Amanat Baghdad    | Bagdad    | Estadio Al-Madina                | 32 000 |
| Dohuk             | Duhok     | Estadio de Duhok                 | 22 800 |
| Erbil             | Erbil     | Estadio Franso Hariri            | 25 000 |
| Karbala           | Kerbala   | Estadio Internacional de Karbala | 30 000 |
| Naft Al-Basra     | Basora    | Al-Fayhaa Stadium                | 10 000 |
| Naft Al-Wasat     | Náyaf     | Estadio Internacional Al-Najaf   | 30 000 |
| Naft Maysan       | Amara     | Maysan Olympic Stadium           | 25 000 |
| Newroz            | Solimania | Estadio Franso Hariri            | 25 000 |
| Zakho             | Zakho     | Zakho International Stadium      | 20 000 |

## Desarrollo

### Clasificación
| Pos. | Equipo             | Pts. | PJ | G  | E  | P  | GF | GC | Dif. | Clasificación 2024-25                                |
| ---- | ------------------ | ---- | -- | -- | -- | -- | -- | -- | ---- | ---------------------------------------------------- |
| 1    | Al-Shorta (C)      | 87   | 38 | 26 | 9  | 3  | 76 | 36 | +40  | Fase de liga de la Liga de Campeones Élite de la AFC |
| 2    | Al-Quwa Al-Jawiya  | 82   | 38 | 24 | 10 | 4  | 68 | 32 | +36  | Fase de grupos de la Liga de Campeones 2 de la AFC   |
| 3    | Al-Zawraa          | 75   | 38 | 21 | 12 | 5  | 54 | 23 | +31  | Play-offs para la Copa AGCFF                         |
| 4    | Al-Najaf           | 67   | 38 | 19 | 10 | 9  | 45 | 28 | +17  | Play-offs para la Copa AGCFF                         |
| 5    | Zakho              | 67   | 38 | 17 | 16 | 5  | 37 | 20 | +17  | Play-offs para la Copa AGCFF                         |
| 6    | Dohuk              | 58   | 38 | 14 | 16 | 8  | 41 | 33 | +8   | Play-offs para la Copa AGCFF                         |
| 7    | Newroz             | 56   | 38 | 15 | 11 | 12 | 61 | 49 | +12  |                                                      |
| 8    | Al-Talaba          | 53   | 38 | 13 | 14 | 11 | 40 | 38 | +2   |                                                      |
| 9    | Al-Hedood          | 50   | 38 | 13 | 11 | 14 | 38 | 47 | −9   |                                                      |
| 10   | Naft Maysan        | 47   | 38 | 10 | 17 | 11 | 41 | 40 | +1   |                                                      |
| 11   | Al-Naft            | 46   | 38 | 10 | 16 | 12 | 37 | 44 | −7   |                                                      |
| 12   | Al-Minaa           | 42   | 38 | 10 | 12 | 16 | 38 | 59 | −21  |                                                      |
| 13   | Al-Kahraba         | 41   | 38 | 8  | 17 | 13 | 47 | 51 | −4   |                                                      |
| 14   | Erbil              | 41   | 38 | 9  | 14 | 15 | 46 | 50 | −4   |                                                      |
| 15   | Al-Karkh           | 39   | 38 | 7  | 18 | 13 | 36 | 45 | −9   |                                                      |
| 16   | Karbala            | 37   | 38 | 8  | 13 | 17 | 39 | 60 | −21  |                                                      |
| 17   | Al-Qasim           | 35   | 38 | 8  | 14 | 16 | 42 | 53 | −11  | Promoción de permanencia                             |
| 18   | Naft Al-Basra      | 34   | 38 | 8  | 10 | 20 | 29 | 46 | −17  | Promoción de permanencia                             |
| 19   | Amanat Baghdad (D) | 31   | 38 | 6  | 13 | 19 | 33 | 53 | −20  | Descenso de categoría                                |
| 20   | Naft Al-Wasat (D)  | 16   | 38 | 1  | 13 | 24 | 24 | 65 | −41  | Descenso de categoría                                |

 Fuente: SoccerWay
Notas:
1. ↑  Al-Qasim fue penalizado con la resta de tres puntos por retirarse del partido ante el Al-Quwa Al-Jawiya.'"`UNIQ--ref-00000009-QINU`"'

### Resultados
| Local \ Visitante | HUD | KAH | KKH | MIN | NFT | NJF | QSM | QWJ | SHR | TLB | ZWR | AMN | DHK | ERB | KRB | NFB | NFW | NFM | NEW | ZAK |
| ----------------- | --- | --- | --- | --- | --- | --- | --- | --- | --- | --- | --- | --- | --- | --- | --- | --- | --- | --- | --- | --- |
| Al-Hedood         |     | 0–0 | 3–2 | 2–1 | 1–2 | 0–3 | 3–3 | 0–3 | 0–4 | 1–2 | 0–1 | 2–1 | 0–1 | 1–0 | 0–2 | 2–1 | 2–0 | 1–2 | 2–1 | 0–0 |
| Al-Kahrabaa       | 1–1 |     | 2–2 | 2–2 | 2–2 | 1–2 | 1–2 | 2–2 | 2–2 | 0–3 | 1–1 | 1–0 | 1–1 | 3–1 | 0–1 | 3–1 | 3–0 | 1–0 | 1–1 | 1–3 |
| Al-Karkh          | 0–1 | 3–3 |     | 4–1 | 0–0 | 0–3 | 1–1 | 0–1 | 1–4 | 1–1 | 0–3 | 0–0 | 1–0 | 0–0 | 1–2 | 1–0 | 0–0 | 0–0 | 2–1 | 0–1 |
| Al-Minaa          | 1–1 | 1–3 | 1–3 |     | 0–0 | 2–1 | 1–0 | 0–0 | 0–3 | 0–0 | 1–3 | 0–2 | 2–0 | 0–3 | 1–1 | 1–1 | 4–2 | 3–0 | 1–4 | 0–2 |
| Al-Naft           | 0–2 | 3–2 | 2–2 | 1–1 |     | 2–1 | 3–2 | 1–4 | 1–1 | 2–1 | 0–2 | 0–1 | 0–0 | 0–1 | 1–1 | 0–0 | 1–0 | 0–2 | 0–1 | 0–0 |
| Al-Najaf          | 1–0 | 1–0 | 3–2 | 2–0 | 1–0 |     | 1–0 | 0–1 | 2–2 | 2–0 | 0–0 | 1–1 | 1–0 | 1–1 | 0–2 | 0–0 | 2–0 | 0–0 | 1–0 | 2–1 |
| Al-Qasim          | 1–0 | 3–3 | 0–0 | 0–0 | 2–3 | 1–2 |     | 1–1 | 2–3 | 2–2 | 1–3 | 2–0 | 1–3 | 2–1 | 0–1 | 3–0 | 2–2 | 0–3 | 0–1 | 0–0 |
| Al-Quwa Al-Jawiya | 3–2 | 2–0 | 1–0 | 4–2 | 2–0 | 1–0 | 3–0 |     | 2–2 | 1–1 | 0–1 | 1–1 | 1–0 | 2–1 | 2–1 | 0–0 | 3–2 | 1–1 | 2–1 | 2–1 |
| Al-Shorta         | 2–0 | 2–1 | 2–1 | 2–0 | 0–1 | 2–0 | 2–0 | 1–1 |     | 3–2 | 2–2 | 2–1 | 1–0 | 2–1 | 2–1 | 1–0 | 3–0 | 3–0 | 4–4 | 2–0 |
| Al-Talaba         | 0–1 | 2–0 | 1–0 | 0–1 | 0–0 | 2–1 | 1–1 | 1–2 | 2–1 |     | 0–1 | 3–2 | 0–2 | 1–0 | 0–0 | 2–3 | 1–2 | 0–4 | 1–0 | 1–1 |
| Al-Zawraa         | 2–0 | 1–0 | 1–1 | 1–0 | 1–1 | 0–0 | 1–0 | 0–0 | 0–2 | 1–1 |     | 0–0 | 3–0 | 3–0 | 5–2 | 3–0 | 2–0 | 3–1 | 0–2 | 1–1 |
| Amanat Baghdad    | 0–0 | 1–1 | 1–1 | 0–1 | 2–2 | 1–2 | 0–1 | 0–2 | 1–2 | 0–2 | 1–2 |     | 2–2 | 1–3 | 3–1 | 1–1 | 1–1 | 1–1 | 0–2 | 0–0 |
| Duhok             | 0–0 | 1–1 | 0–0 | 4–4 | 0–0 | 1–0 | 1–0 | 2–1 | 2–0 | 1–3 | 1–1 | 2–0 |     | 2–1 | 2–1 | 2–0 | 2–2 | 2–2 | 1–0 | 0–0 |
| Erbil             | 0–0 | 1–0 | 0–0 | 1–2 | 1–1 | 1–1 | 0–1 | 1–4 | 2–4 | 0–0 | 0–1 | 4–1 | 1–1 |     | 4–1 | 0–0 | 1–0 | 2–0 | 1–1 | 0–2 |
| Karbala           | 1–1 | 0–0 | 2–1 | 1–2 | 0–2 | 0–0 | 1–1 | 0–3 | 1–2 | 0–0 | 1–0 | 1–2 | 1–1 | 3–5 |     | 2–2 | 2–2 | 0–0 | 2–4 | 0–1 |
| Naft Al-Basra     | 1–2 | 2–0 | 1–2 | 0–1 | 1–0 | 0–1 | 0–2 | 2–3 | 0–1 | 1–1 | 0–2 | 3–0 | 2–0 | 1–1 | 0–1 |     | 1–0 | 0–2 | 0–1 | 0–2 |
| Naft Al-Wasat     | 1–2 | 0–2 | 1–2 | 0–0 | 0–4 | 1–2 | 1–1 | 0–1 | 0–1 | 0–0 | 0–1 | 0–2 | 0–0 | 1–1 | 2–2 | 0–2 |     | 0–2 | 0–4 | 1–2 |
| Naft Maysan       | 1–1 | 0–0 | 1–1 | 3–0 | 0–0 | 2–1 | 2–2 | 0–4 | 2–3 | 0–1 | 1–1 | 0–1 | 0–3 | 1–1 | 3–0 | 1–2 | 0–0 |     | 2–2 | 2–0 |
| Newroz            | 2–3 | 1–1 | 1–1 | 0–0 | 3–1 | 0–3 | 2–1 | 4–2 | 1–1 | 1–2 | 1–0 | 3–2 | 0–1 | 4–4 | 3–0 | 1–1 | 4–3 | 0–0 |     | 0–2 |
| Zakho             | 1–1 | 0–2 | 0–0 | 3–1 | 3–0 | 1–1 | 1–1 | 1–0 | 0–0 | 0–0 | 1–0 | 1–0 | 0–0 | 2–1 | 2–1 | 1–0 | 0–0 | 0–0 | 1–0 |     |

## Play-offs para la Copa AGCFF
Los cuatro equipos que terminaron del 3.º al 6.º lugar compitieron en un torneo de desempate para decidir quién participaría en la Liga de Campeones de Clubes del Golfo de la AGCFF 2024-25. Si un partido terminaba en empate después de los 90 minutos, no se jugaría tiempo extra y el juego iría directamente a la tanda de penales.

### Semifinales
| Equipo 1     | Resultado | Equipo 2 |
| ------------ | --------- | -------- |
| Al-Zawraa    | 0–3       | Dohuk    |
| Al-Najaf (p) | 0–0 (4–3) | Zakho    |

### Final
| Equipo 1 | Resultado | Equipo 2 |
| -------- | --------- | -------- |
| Dohuk    | 1–0       | Al-Najaf |

## Promoción de permanencia

### Play-out de permanencia
Los equipos que ocuparon el puesto 17 y 18 compitieron en un desempate, en el que el ganador permaneció en la Liga de Estrellas y el perdedor avanzó al play-off de descenso.
| Equipo 1 | Resultado | Equipo 2      |
| -------- | --------- | ------------- |
| Al-Qasim | 1–2       | Naft Al-Basra |

### Play-off de permanencia
| Equipo 1 | Resultado | Equipo 2              |
| -------- | --------- | --------------------- |
| Al-Qasim | 2–1       | Peshmerga Sulaymaniya |

## Máximos goleadores
- Actualizado al 14 de julio de 2024.
| Rank | Jugador               | Club              | Goles |
| ---- | --------------------- | ----------------- | ----- |
| 1    | Aymen Hussein         | Al-Quwa Al-Jawiya | 27    |
| 2    | Mahmoud Al-Mawas      | Al-Shorta         | 20    |
| 3    | Alaa Al Dali          | Naft Maysan       | 18    |
| 3    | Ibrahim Ghazi         | Al-Hedood         | 18    |
| 5    | Mohanad Ali           | Al-Shorta         | 16    |
| 5    | Ibrahim Tomiwa        | Newroz            | 16    |
| 5    | Mohammed Qasim Nassif | Erbil             | 16    |